# Kazimierz Grześkowiak
Kazimierz Grześkowiak (ur. 4 marca 1941 w Ostrowie Wielkopolskim, zm. 12 stycznia 1999 w Lublinie) – polski pisarz, piosenkarz i artysta estradowy, kompozytor, autor tekstów piosenek, satyryk, z wykształcenia filozof.

## Życiorys
Absolwent III Liceum Ogólnokształcącego w Ostrowie Wielkopolskim. Studiował na orientalistyce Uniwersytetu Jagiellońskiego i w Seminarium Duchownym w Poznaniu. Ukończył filozofię na Katolickim Uniwersytecie Lubelskim.
Debiutował w 1967 na Festiwalu Piosenki Polskiej w Opolu. W roku 1968 zdobył Grand Prix VI KFPP, czyli nagrodę MKiS za piosenkę Odmieniec do muzyki Katarzyny Gärtner, a w 1970 Nagrodę Telewizji Polskiej za piosenkę To je moje. Współpracował z Katarzyną Gärtner przy Mszy beatowej.
Od 1969 związany z Silną Grupą pod Wezwaniem, z którą wystąpił podczas otwarcia Mistrzostw Świata w Piłce Nożnej w 1974 roku w Niemczech.
Do najbardziej znanych utworów jego autorstwa należą: Odmieniec, Panny z Cicibora, Chłop żywemu nie przepuści, W południe, To je moje. Grześkowiak mawiał, że do śpiewania zainspirował go Jędrzej Wowro, świątkarz beskidzki. Jego pamięci dedykowana była piosenka Salonowy świątek.
Zagrał w filmie Rzeczpospolita babska i do tego filmu skomponował piosenkę Była wojna. Do filmu Milion za Laurę napisał (a także wykonał) piosenkę Kawalerskie noce.
W 1979 otrzymał odznakę „Zasłużony Działacz Kultury”.
Zmarł na atak serca. Został pochowany na cmentarzu przy ul. Lipowej w Lublinie.

## Pamięć o artyście
W restauracji Hades w Lublinie serwowana była golonka à la Grześkowiak (golonka gotowana w wódce) – według przepisu Kazimierza Grześkowiaka.
26 lutego 2000 Lubelska Federacja Bardów nagrała w Studiu im. Agnieszki Osieckiej w Warszawie koncert z utworami Grześkowiaka. Materiał ten pierwotnie był przygotowywany wspólnie przez zespół i Kazimierza Grześkowiaka, do premiery jednak nie doszło z powodu śmierci artysty. Płyta CD z zapisem koncertu (LFB Kazimierzowi Grześkowiakowi) wydana została w roku 2001, przez firmę Max Media.
Kazik Staszewski z zespołem Kazik na Żywo nagrał piosenkę Kazimierza Grześkowiaka W południe, która znalazła się na albumie Las Maquinas de la Muerte oraz na koncertowym albumie Występ. W roku 2008 Kazik nagrał solową płytę z piosenkami Silnej Grupy pod Wezwaniem zatytułowaną Silny Kazik pod wezwaniem.
W Ostrowie Wielkopolskim został uhonorowany ulicą jego imienia.